# Ново-Троїцький
Ново-Троїцький (рос. Ново-Троицкий) — хутір у Прохладненському районі Кабардино-Балкарії Російської Федерації.
Орган місцевого самоврядування — сільське поселення Прималкінське. Населення становить 193 особи.

## Історія
Згідно із законом від 27 лютого 2005 року органом місцевого самоврядування є сільське поселення Прималкінське.

## Населення
| 1926 | 1970 | 1989 | 2002 | 2010 |
| ---- | ---- | ---- | ---- | ---- |
| 132  | ↗166 | ↗190 | ↘173 | ↗193 |